# Jörg Rommerskirchen
Jörg Rommerskirchen (* 23. Oktober 1941 in Essen) ist ein deutscher Ökonom und ehemaliger Staatssekretär im Berliner Senat.

## Biografie
Jörg Rommerskirchen wuchs als Sohn des CDU-Politikers Josef Rommerskirchen auf. Er besuchte nach der Volksschule das Gymnasium, das er 1963 verließ. Er fuhr dann zur See und wurde zum Seesteuermann ausgebildet. Ein integriertes Studium der Volkswirtschaftslehre, Betriebswirtschaftslehre, Soziologie und des Rechts an der Hamburger Hochschule für Wirtschaft und Politik absolvierte er mit Abschluss als Diplom-Volkswirt. Er war zunächst bis 1973 bei der Deutschen Angestellten-Gewerkschaft tätig. Anschließend ging er zur Friedrich-Ebert-Stiftung und 1976 in das Büro des Hessischen Ministerpräsidenten Holger Börner, das er im Jahr 1980 leitete. Nach einem Wechsel nach Hamburg amtierte er bis 1989 als Senatsdirektor in der dortigen Wirtschaftsbehörde und leitete das Amt für Hafen, Schifffahrt und Verkehr. Im Wendejahr 1989 wurde er Staatssekretär im Wirtschaftsressort des Berliner Senats Momper. Er wechselte 1993 als Geschäftsführer zur Berliner Landesentwicklungsgesellschaft und war von 1997 bis 2001 Personalvorstand und Arbeitsdirektor der GASAG. In gleicher Funktion war er von 2002 bis 2003 für die Berlin Brandenburg Flughafenholding tätig.
Rommerskirchen war zunächst CDU-Mitglied wie sein Vater, trat aber 1969 in die SPD ein.